# Élections cantonales de 2004 dans la Vienne
Les élections cantonales ont eu lieu les 21 et 28 mars 2004.
Lors de ces élections, 20 des 38 cantons de la Vienne ont été renouvelés. Elles ont vu la reconduction de la majorité UMP dirigée par Alain Fouché, président du conseil général depuis 2004.

## Contexte départemental

### Assemblée départementale sortante
Avant les élections, le conseil général de la Vienne est présidé par René Monory (UDF). Il comprend 38 conseillers généraux issus des 38 cantons de la Vienne ; 19 d'entre eux sont renouvelables lors de ces élections. 
| Parti                              | Sigle | Élus |
| ---------------------------------- | ----- | ---- |
| Majorité (25 sièges)               |       |      |
| Divers droite                      | DVD   | 12   |
| Union pour un mouvement populaire  | UMP   | 9    |
| Union pour la démocratie française | UDF   | 4    |
| Opposition (13 sièges)             |       |      |
| Parti socialiste                   | PS    | 10   |
| Parti communiste français          | PCF   | 2    |
| Divers gauche                      | DVG   | 1    |
| Président du conseil général       |       |      |
| René Monory (UDF)                  |       |      |

## Résultats à l’échelle du département
Répartition départementale des résultats (2e tour).
- PS (44,82 %)
- DVG (5,95 %)
- UMP (15,74 %)
- UDF (3,41 %)
- DVD (30,08 %)

| Étiquette      | Étiquette                          | Premier tour | Premier tour | Second tour | Second tour | Sièges |
| Étiquette      | Étiquette                          | Voix         | %            | Voix        | %           | Sièges |
| -------------- | ---------------------------------- | ------------ | ------------ | ----------- | ----------- | ------ |
|                | Parti socialiste                   | 27 132       | 28,13        | 36 517      | 44,82       | 9      |
|                | Parti communiste français          | 5 847        | 6,06         |             |             |        |
|                | Divers gauche                      | 5 396        | 5,60         | 4 849       | 5,95        | 0      |
|                | Les Verts                          | 5 088        | 5,28         |             |             |        |
|                | Extrême gauche                     | 3 893        | 4,04         |             |             |        |
|                | Parti radical de gauche            | 142          | 0,15         |             |             |        |
| Gauche         | Gauche                             | 47 498       | 49,26        | 41 366      | 50,77       | 9      |
|                |                                    |              |              |             |             |        |
|                | Divers droite                      | 22 252       | 23,07        | 24 502      | 30,08       | 7      |
|                | Union pour un mouvement populaire  | 17 246       | 17,88        | 12 826      | 15,74       | 4      |
|                | Front national                     | 6 668        | 6,91         |             |             |        |
|                | Union pour la démocratie française | 2 777        | 2,88         | 2 774       | 3,41        | 0      |
| Droite         | Droite                             | 48 943       | 50,74        | 40 102      | 49,23       | 11     |
|                |                                    |              |              |             |             |        |
| Inscrits       | Inscrits                           | 147 222      | 100,00       | 120 357     | 100,00      |        |
| Abstention     | Abstention                         | 46 426       | 31,53        | 34 336      | 28,53       |        |
| Votants        | Votants                            | 100 796      | 68,47        | 86 021      | 71,47       |        |
| Blancs et nuls | Blancs et nuls                     | 4 355        | 4,32         | 4 553       | 5,29        |        |
| Exprimés       | Exprimés                           | 96 441       | 95,68        | 81 468      | 94,71       |        |

### Résultats en nombre de sièges
| Parti | Sièges mis en jeu | Élus | Évolution |
| ----- | ----------------- | ---- | --------- |
| PCF   | 1                 | 0    | -1        |
| PS    | 4                 | 9    | +5        |
| DVG   | 1                 | 0    | -1        |
| UDF   | 3                 | 0    | -3        |
| DVD   | 5                 | 7    | +2        |
| UMP   | 6                 | 4    | -2        |

### Assemblée départementale élue
| Parti                             | Sigle | Élus |
| --------------------------------- | ----- | ---- |
| Majorité (22 sièges)              |       |      |
| Divers droite                     | DVD   | 14   |
| Union pour un mouvement populaire | UMP   | 7    |
| UDF                               | UDF   | 1    |
| Opposition (16 sièges)            |       |      |
| Parti socialiste                  | PS    | 15   |
| Parti communiste français         | PCF   | 1    |
| Président du conseil général      |       |      |
| Alain Fouché (UMP)                |       |      |

## Résultats par canton

### Canton de Charroux
| Candidats      | Candidats            | Étiquette      | Premier tour | Premier tour | Second tour | Second tour |
| Candidats      | Candidats            | Étiquette      | Voix         | %            | Voix        | %           |
| -------------- | -------------------- | -------------- | ------------ | ------------ | ----------- | ----------- |
|                | Yves Gargouil        | DVD            | 1 002        | 49,60        | 1 085       | 50,65       |
|                | Pascal Maillou       | DVG            | 560          | 27,72        | 1 057       | 49,35       |
|                | Jean-Luc Archimbault | PCF            | 361          | 17,87        | Retrait     | Retrait     |
|                | Suzanne Baumard      | EXG            | 97           | 4,80         |             |             |
|                |                      |                |              |              |             |             |
| Inscrits       | Inscrits             | Inscrits       | 3 134        | 100,00       | 3 134       | 100,00      |
| Abstention     | Abstention           | Abstention     | 961          | 30,66        | 850         | 27,12       |
| Votants        | Votants              | Votants        | 2 173        | 69,34        | 2 284       | 72,88       |
| Blancs et nuls | Blancs et nuls       | Blancs et nuls | 153          | 7,04         | 142         | 6,22        |
| Exprimés       | Exprimés             | Exprimés       | 2 020        | 92,96        | 2 142       | 93,78       |

*sortant

### Canton de Châtellerault-Ouest
| Candidats      | Candidats           | Étiquette      | Premier tour | Premier tour | Second tour | Second tour |
| Candidats      | Candidats           | Étiquette      | Voix         | %            | Voix        | %           |
| -------------- | ------------------- | -------------- | ------------ | ------------ | ----------- | ----------- |
|                | Joël Tondusson*     | PS             | 1 907        | 30,45        | 3 777       | 62,50       |
|                | Gilbert Guerineau   | DVG            | 1 265        | 20,20        | 10          | 0,17        |
|                | Évelyne Azihari     | UMP            | 1 068        | 17,06        | 2 256       | 37,33       |
|                | Éric Audebert       | FN             | 744          | 11,88        |             |             |
|                | Jean-Claude Monaury | PCF            | 442          | 7,06         |             |             |
|                | Gilles Durand       | Verts          | 441          | 7,04         |             |             |
|                | Patrice Villeret    | EXG            | 246          | 3,93         |             |             |
|                | Claire Gendreau     | EXG            | 92           | 1,47         |             |             |
|                | Mireille Moscati    | EXG            | 57           | 0,91         |             |             |
|                |                     |                |              |              |             |             |
| Inscrits       | Inscrits            | Inscrits       | 10 460       | 100,00       | 10 458      | 100,00      |
| Abstention     | Abstention          | Abstention     | 3 900        | 37,28        | 3 632       | 34,73       |
| Votants        | Votants             | Votants        | 6 560        | 62,72        | 6 826       | 65,27       |
| Blancs et nuls | Blancs et nuls      | Blancs et nuls | 298          | 4,54         | 783         | 11,47       |
| Exprimés       | Exprimés            | Exprimés       | 6 262        | 95,46        | 6 043       | 88,53       |

*sortant

### Canton de Châtellerault-Sud
| Candidats      | Candidats           | Étiquette      | Premier tour | Premier tour | Second tour | Second tour |
| Candidats      | Candidats           | Étiquette      | Voix         | %            | Voix        | %           |
| -------------- | ------------------- | -------------- | ------------ | ------------ | ----------- | ----------- |
|                | Christian Michaud   | PS             | 2 265        | 36,63        | 3 672       | 56,97       |
|                | Ghislain Delaroche* | UDF            | 1 915        | 30,97        | 2 774       | 43,03       |
|                | Jean-Marie Laraque  | FN             | 677          | 10,95        |             |             |
|                | Jean-Pierre Pipet   | PCF            | 390          | 6,31         |             |             |
|                | Gui Gratteau        | Verts          | 323          | 5,22         |             |             |
|                | Michel Droin        | DVG            | 252          | 4,08         |             |             |
|                | Micheline Leclaire  | EXG            | 187          | 3,02         |             |             |
|                | Éric Lafond         | EXG            | 121          | 1,96         |             |             |
|                | Maryline Savin      | EXG            | 53           | 0,86         |             |             |
|                |                     |                |              |              |             |             |
| Inscrits       | Inscrits            | Inscrits       | 10 145       | 100,00       | 10 145      | 100,00      |
| Abstention     | Abstention          | Abstention     | 3 689        | 36,36        | 3 282       | 32,35       |
| Votants        | Votants             | Votants        | 6 456        | 63,64        | 6 863       | 67,65       |
| Blancs et nuls | Blancs et nuls      | Blancs et nuls | 273          | 4,23         | 417         | 6,08        |
| Exprimés       | Exprimés            | Exprimés       | 6 183        | 95,77        | 6 446       | 93,92       |

*sortant

### Canton de Chauvigny
| Candidats      | Candidats        | Étiquette      | Premier tour | Premier tour |
| Candidats      | Candidats        | Étiquette      | Voix         | %            |
| -------------- | ---------------- | -------------- | ------------ | ------------ |
|                | Alain Fouché*    | UMP            | 3 164        | 55,16        |
|                | Bernard Radureau | PS             | 1 319        | 23,00        |
|                | Alain Lebeau     | PCF            | 592          | 10,32        |
|                | Brigitte Leroy   | FN             | 388          | 6,76         |
|                | Brigitte Bobiet  | EXG            | 165          | 2,88         |
|                | Denis Alamome    | EXG            | 108          | 1,88         |
|                |                  |                |              |              |
| Inscrits       | Inscrits         | Inscrits       | 8 475        | 100,00       |
| Abstention     | Abstention       | Abstention     | 2 538        | 29,95        |
| Votants        | Votants          | Votants        | 5 937        | 70,05        |
| Blancs et nuls | Blancs et nuls   | Blancs et nuls | 201          | 3,39         |
| Exprimés       | Exprimés         | Exprimés       | 5 736        | 96,61        |

*sortant

### Canton de Civray
| Candidats      | Candidats              | Étiquette      | Premier tour | Premier tour | Second tour | Second tour |
| Candidats      | Candidats              | Étiquette      | Voix         | %            | Voix        | %           |
| -------------- | ---------------------- | -------------- | ------------ | ------------ | ----------- | ----------- |
|                | Jacky Vetault          | PS             | 2 052        | 44,51        | 2 610       | 53,48       |
|                | Jean-Olivier Geoffroy* | DVD            | 1 942        | 42,13        | 2 270       | 46,52       |
|                | Christian Paulet       | FN             | 269          | 5,84         |             |             |
|                | Hervé Rivaud           | PCF            | 177          | 3,84         |             |             |
|                | Claude Mainguy         | EXG            | 108          | 2,34         |             |             |
|                | Jean-François Hanon    | EXG            | 62           | 1,34         |             |             |
|                |                        |                |              |              |             |             |
| Inscrits       | Inscrits               | Inscrits       | 6 767        | 100,00       | 6 767       | 100,00      |
| Abstention     | Abstention             | Abstention     | 1 973        | 29,16        | 1 719       | 25,40       |
| Votants        | Votants                | Votants        | 4 794        | 70,84        | 5 048       | 74,60       |
| Blancs et nuls | Blancs et nuls         | Blancs et nuls | 184          | 3,84         | 168         | 3,33        |
| Exprimés       | Exprimés               | Exprimés       | 4 610        | 96,16        | 4 880       | 96,67       |

*sortant

### Canton de Couhé
| Candidats      | Candidats          | Étiquette      | Premier tour | Premier tour | Second tour | Second tour |
| Candidats      | Candidats          | Étiquette      | Voix         | %            | Voix        | %           |
| -------------- | ------------------ | -------------- | ------------ | ------------ | ----------- | ----------- |
|                | André Sénécheau*   | DVD            | 891          | 22,46        | 1 584       | 38,00       |
|                | Léone Couturier    | DVD            | 843          | 21,25        | 1 218       | 29,84       |
|                | Bernard Porchet    | UMP            | 739          | 18,63        | Retrait     | Retrait     |
|                | Joël Peninon       | DVG            | 615          | 15,50        | 1 280       | 31,36       |
|                | Jacqueline Sirot   | FN             | 221          | 5,57         |             |             |
|                | Yves Gueho         | DVD            | 215          | 5,42         |             |             |
|                | Elisabeth Ballaguy | Verts          | 202          | 5,09         |             |             |
|                | Georges Pingault   | PCF            | 187          | 4,71         |             |             |
|                | Jean-Luc Villegier | DVG            | 54           | 1,36         |             |             |
|                |                    |                |              |              |             |             |
| Inscrits       | Inscrits           | Inscrits       | 5 794        | 100,00       | 5 794       | 100,00      |
| Abstention     | Abstention         | Abstention     | 1 661        | 28,67        | 1 478       | 25,51       |
| Votants        | Votants            | Votants        | 4 133        | 71,33        | 4 316       | 74,49       |
| Blancs et nuls | Blancs et nuls     | Blancs et nuls | 166          | 4,02         | 234         | 5,42        |
| Exprimés       | Exprimés           | Exprimés       | 3 967        | 95,98        | 4 082       | 94,58       |

*sortant

### Canton de Loudun
| Candidats      | Candidats            | Étiquette      | Premier tour | Premier tour | Second tour | Second tour |
| Candidats      | Candidats            | Étiquette      | Voix         | %            | Voix        | %           |
| -------------- | -------------------- | -------------- | ------------ | ------------ | ----------- | ----------- |
|                | Jean Touret          | UMP            | 1 886        | 33,69        | 2 434       | 40,48       |
|                | Hubert Baufumé       | DVD            | 1 331        | 23,78        | 1 897       | 31,55       |
|                | Pierre Lantier       | PS             | 982          | 17,54        | 1 682       | 27,97       |
|                | Bertrand Cartier     | FN             | 586          | 10,47        |             |             |
|                | Jean-Yves Lepinay    | PCF            | 514          | 9,18         |             |             |
|                | Bernadette Lucquiaud | EXG            | 299          | 5,34         |             |             |
|                |                      |                |              |              |             |             |
| Inscrits       | Inscrits             | Inscrits       | 9 270        | 100,00       | 9 270       | 100,00      |
| Abstention     | Abstention           | Abstention     | 3 278        | 35,36        | 2 892       | 31,20       |
| Votants        | Votants              | Votants        | 5 992        | 64,64        | 6 378       | 68,80       |
| Blancs et nuls | Blancs et nuls       | Blancs et nuls | 394          | 6,58         | 365         | 5,72        |
| Exprimés       | Exprimés             | Exprimés       | 5 598        | 93,42        | 6 013       | 94,28       |

### Canton de Lusignan
| Candidats      | Candidats           | Étiquette      | Premier tour | Premier tour | Second tour | Second tour |
| Candidats      | Candidats           | Étiquette      | Voix         | %            | Voix        | %           |
| -------------- | ------------------- | -------------- | ------------ | ------------ | ----------- | ----------- |
|                | Lionel Huguet*      | UMP            | 2 163        | 40,17        | 2 627       | 46,51       |
|                | René Gibault        | PS             | 2 023        | 37,57        | 3 021       | 53,49       |
|                | Samuel Bougrier     | PCF            | 431          | 8,01         |             |             |
|                | Jean-Claude Decourt | FN             | 340          | 6,32         |             |             |
|                | Georges Delplanque  | Verts          | 282          | 5,24         |             |             |
|                | Asfaneh Gaillard    | EXG            | 145          | 2,69         |             |             |
|                |                     |                |              |              |             |             |
| Inscrits       | Inscrits            | Inscrits       | 8 072        | 100,00       | 8 072       | 100,00      |
| Abstention     | Abstention          | Abstention     | 2 456        | 30,43        | 2 142       | 26,54       |
| Votants        | Votants             | Votants        | 5 616        | 69,57        | 5 930       | 73,46       |
| Blancs et nuls | Blancs et nuls      | Blancs et nuls | 232          | 4,13         | 282         | 4,76        |
| Exprimés       | Exprimés            | Exprimés       | 5 384        | 95,87        | 5 648       | 95,24       |

*sortant

### Canton de Lussac-les-Châteaux
| Candidats      | Candidats          | Étiquette      | Premier tour | Premier tour | Second tour | Second tour |
| Candidats      | Candidats          | Étiquette      | Voix         | %            | Voix        | %           |
| -------------- | ------------------ | -------------- | ------------ | ------------ | ----------- | ----------- |
|                | Jean-Claude Poiron | DVD            | 1 940        | 43,62        | 2 270       | 49,02       |
|                | Thierry Mesmin     | PS             | 1 332        | 29,95        | 2 361       | 50,98       |
|                | Dominique Rodhes   | PCF            | 388          | 8,72         |             |             |
|                | Daniel Berne       | FN             | 317          | 7,13         |             |             |
|                | Jean-Luc Herpin    | Verts          | 270          | 6,07         |             |             |
|                | Alain Grenet       | EXG            | 149          | 3,35         |             |             |
|                | Myriam Hamdaoui    | EXG            | 52           | 1,17         |             |             |
|                |                    |                |              |              |             |             |
| Inscrits       | Inscrits           | Inscrits       | 6 652        | 100,00       | 6 652       | 100,00      |
| Abstention     | Abstention         | Abstention     | 1 996        | 30,01        | 1 808       | 27,18       |
| Votants        | Votants            | Votants        | 4 656        | 69,99        | 4 844       | 72,82       |
| Blancs et nuls | Blancs et nuls     | Blancs et nuls | 208          | 4,47         | 213         | 4,40        |
| Exprimés       | Exprimés           | Exprimés       | 4 448        | 95,53        | 4 631       | 95,60       |

### Canton de Mirebeau
| Candidats      | Candidats         | Étiquette      | Premier tour | Premier tour | Second tour | Second tour |
| Candidats      | Candidats         | Étiquette      | Voix         | %            | Voix        | %           |
| -------------- | ----------------- | -------------- | ------------ | ------------ | ----------- | ----------- |
|                | Denis Brunet*     | UMP            | 1 541        | 46,85        | 1 896       | 54,96       |
|                | Danièle Rousselle | PS             | 1 185        | 36,03        | 1 554       | 45,04       |
|                | Jacquelin Scordel | FN             | 261          | 7,94         |             |             |
|                | Bernard Millet    | PCF            | 126          | 3,83         |             |             |
|                | Christophe Merlet | EXG            | 104          | 3,16         |             |             |
|                | Gilles Morin      | EXG            | 72           | 2,19         |             |             |
|                |                   |                |              |              |             |             |
| Inscrits       | Inscrits          | Inscrits       | 4 739        | 100,00       | 4 740       | 100,00      |
| Abstention     | Abstention        | Abstention     | 1 287        | 27,16        | 1 127       | 23,78       |
| Votants        | Votants           | Votants        | 3 452        | 72,84        | 3 613       | 76,22       |
| Blancs et nuls | Blancs et nuls    | Blancs et nuls | 163          | 4,72         | 163         | 4,51        |
| Exprimés       | Exprimés          | Exprimés       | 3 289        | 95,28        | 3 450       | 95,49       |

*sortant

### Canton de Moncontour
| Candidats      | Candidats              | Étiquette      | Premier tour | Premier tour | Second tour | Second tour |
| Candidats      | Candidats              | Étiquette      | Voix         | %            | Voix        | %           |
| -------------- | ---------------------- | -------------- | ------------ | ------------ | ----------- | ----------- |
|                | Édouard Renaud         | DVD            | 749          | 26,73        | 989         | 34,46       |
|                | Claude Sergent         | DVD            | 412          | 14,70        | 534         | 18,61       |
|                | Michel Delavault       | DVD            | 411          | 14,67        | 605         | 21,08       |
|                | Yves Mazeaud           | PS             | 403          | 14,38        | 742         | 25,85       |
|                | Frédéric Mignon        | DVG            | 242          | 8,64         |             |             |
|                | Catherine Nicoleau     | DVD            | 146          | 5,21         |             |             |
|                | Pierre Sèvre           | FN             | 142          | 5,07         |             |             |
|                | Gildas Lucas           | DVG            | 117          | 4,18         |             |             |
|                | Michel Metais          | Verts          | 110          | 3,93         |             |             |
|                | Christian Hauchemaille | PCF            | 70           | 2,50         |             |             |
|                |                        |                |              |              |             |             |
| Inscrits       | Inscrits               | Inscrits       | 3 810        | 100,00       | 3 810       | 100,00      |
| Abstention     | Abstention             | Abstention     | 902          | 23,67        | 852         | 22,36       |
| Votants        | Votants                | Votants        | 2 908        | 76,33        | 2 958       | 77,64       |
| Blancs et nuls | Blancs et nuls         | Blancs et nuls | 106          | 3,65         | 88          | 2,97        |
| Exprimés       | Exprimés               | Exprimés       | 2 802        | 96,35        | 2 870       | 97,03       |

### Canton de Neuville-de-Poitou
| Candidats      | Candidats        | Étiquette      | Premier tour | Premier tour | Second tour | Second tour |
| Candidats      | Candidats        | Étiquette      | Voix         | %            | Voix        | %           |
| -------------- | ---------------- | -------------- | ------------ | ------------ | ----------- | ----------- |
|                | Yves Rouleau     | PS             | 2 166        | 27,96        | 3 060       | 37,53       |
|                | Annette Savin    | DVD            | 2 051        | 26,47        | 2 592       | 31,79       |
|                | Henri Renaudeau  | DVG            | 1 890        | 24,39        | 2 502       | 30,68       |
|                | Daniel Ragueneau | FN             | 589          | 7,60         |             |             |
|                | Hélène Bizimana  | Verts          | 443          | 5,72         |             |             |
|                | Marinette Nadal  | PCF            | 278          | 3,59         |             |             |
|                | Olivier Millet   | EXG            | 171          | 2,21         |             |             |
|                | Bruno Riondet    | EXG            | 83           | 1,07         |             |             |
|                | Dominique Leroy  | EXG            | 77           | 0,99         |             |             |
|                |                  |                |              |              |             |             |
| Inscrits       | Inscrits         | Inscrits       | 11 574       | 100,00       | 11 575      | 100,00      |
| Abstention     | Abstention       | Abstention     | 3 478        | 30,05        | 3 110       | 26,87       |
| Votants        | Votants          | Votants        | 8 096        | 69,95        | 8 465       | 73,13       |
| Blancs et nuls | Blancs et nuls   | Blancs et nuls | 348          | 4,3          | 311         | 3,67        |
| Exprimés       | Exprimés         | Exprimés       | 7 748        | 95,7         | 8 154       | 96,33       |

### Canton de Pleumartin
| Candidats      | Candidats         | Étiquette      | Premier tour | Premier tour | Second tour | Second tour |
| Candidats      | Candidats         | Étiquette      | Voix         | %            | Voix        | %           |
| -------------- | ----------------- | -------------- | ------------ | ------------ | ----------- | ----------- |
|                | Bernard Doury     | DVD            | 984          | 26,54        | 2 318       | 62,58       |
|                | René Barre        | UDF            | 862          | 23,25        | Retrait     | Retrait     |
|                | Daniel Tremblais  | PS             | 837          | 22,58        | 1 386       | 37,42       |
|                | Bernard Jacob     | DVD            | 537          | 14,49        |             |             |
|                | Pierre Bergeron   | FN             | 179          | 4,83         |             |             |
|                | Pierre Baraudon   | PCF            | 130          | 3,51         |             |             |
|                | Bruno Massonneau  | Verts          | 123          | 3,32         |             |             |
|                | Jean-Pierre Neveu | EXG            | 55           | 1,48         |             |             |
|                |                   |                |              |              |             |             |
| Inscrits       | Inscrits          | Inscrits       | 5 229        | 100,00       | 5 229       | 100,00      |
| Abstention     | Abstention        | Abstention     | 1 425        | 27,25        | 1 381       | 26,41       |
| Votants        | Votants           | Votants        | 3 804        | 72,75        | 3 848       | 73,59       |
| Blancs et nuls | Blancs et nuls    | Blancs et nuls | 97           | 2,55         | 144         | 3,74        |
| Exprimés       | Exprimés          | Exprimés       | 3 707        | 97,45        | 3 704       | 96,26       |

### Canton de Poitiers-2
| Candidats      | Candidats              | Étiquette      | Premier tour | Premier tour | Second tour | Second tour |
| Candidats      | Candidats              | Étiquette      | Voix         | %            | Voix        | %           |
| -------------- | ---------------------- | -------------- | ------------ | ------------ | ----------- | ----------- |
|                | Jean-Marie Paratte*    | PS             | 3 142        | 43,61        | 4 697       | 63,3        |
|                | Jean-Jacques Cheneseau | UMP            | 2 164        | 30,04        | 2 723       | 36,7        |
|                | Julie Le Bihen         | Verts          | 872          | 12,1         |             |             |
|                | Vincent Mauger         | PCF            | 540          | 7,50         |             |             |
|                | Ludovic Gaillard       | EXG            | 322          | 4,47         |             |             |
|                | Hélène Richard         | EXG            | 164          | 2,28         |             |             |
|                |                        |                |              |              |             |             |
| Inscrits       | Inscrits               | Inscrits       | 11 805       | 100,00       | 11 805      | 100,00      |
| Abstention     | Abstention             | Abstention     | 4 203        | 35,60        | 3 853       | 32,64       |
| Votants        | Votants                | Votants        | 7 602        | 64,4         | 7 952       | 67,36       |
| Blancs et nuls | Blancs et nuls         | Blancs et nuls | 398          | 5,24         | 532         | 6,69        |
| Exprimés       | Exprimés               | Exprimés       | 7 204        | 94,76        | 7 420       | 93,31       |

*sortant

### Canton de Poitiers-4
| Candidats      | Candidats             | Étiquette      | Premier tour | Premier tour | Second tour | Second tour |
| Candidats      | Candidats             | Étiquette      | Voix         | %            | Voix        | %           |
| -------------- | --------------------- | -------------- | ------------ | ------------ | ----------- | ----------- |
|                | Jean-Pierre Lagrange* | DVD            | 2 870        | 40,45        | 3 518       | 46,81       |
|                | Martine Gaboreau      | PS             | 2 581        | 36,37        | 3 998       | 53,19       |
|                | Henri Germanaud       | Verts          | 568          | 8,00         |             |             |
|                | Maxime Labesse        | FN             | 385          | 5,43         |             |             |
|                | Michel Bodin          | PCF            | 356          | 5,02         |             |             |
|                | François Barere       | EXG            | 141          | 1,99         |             |             |
|                | Thierry Guilbert      | EXG            | 115          | 1,62         |             |             |
|                | Michel Laffond        | EXG            | 80           | 1,13         |             |             |
|                |                       |                |              |              |             |             |
| Inscrits       | Inscrits              | Inscrits       | 11 099       | 100,00       | 11 107      | 100,00      |
| Abstention     | Abstention            | Abstention     | 3 782        | 34,08        | 3 350       | 30,16       |
| Votants        | Votants               | Votants        | 7 317        | 65,92        | 7 757       | 69,84       |
| Blancs et nuls | Blancs et nuls        | Blancs et nuls | 221          | 3,02         | 241         | 3,11        |
| Exprimés       | Exprimés              | Exprimés       | 7 096        | 96,98        | 7 516       | 96,89       |

*sortant

### Canton de Saint-Gervais-les-Trois-Clochers
| Candidats      | Candidats            | Étiquette      | Premier tour | Premier tour |
| Candidats      | Candidats            | Étiquette      | Voix         | %            |
| -------------- | -------------------- | -------------- | ------------ | ------------ |
|                | Jacques Boulas*      | DVD            | 1 420        | 53,85        |
|                | David Simon          | PS             | 528          | 20,02        |
|                | Auguste Gardille     | FN             | 272          | 10,31        |
|                | Véronique Massonneau | Verts          | 200          | 7,58         |
|                | Pierre Octobre       | EXG            | 116          | 4,40         |
|                | Suzanne Cochain      | PCF            | 101          | 3,83         |
|                |                      |                |              |              |
| Inscrits       | Inscrits             | Inscrits       | 3 963        | 100,00       |
| Abstention     | Abstention           | Abstention     | 1 209        | 30,51        |
| Votants        | Votants              | Votants        | 2 754        | 69,49        |
| Blancs et nuls | Blancs et nuls       | Blancs et nuls | 117          | 4,25         |
| Exprimés       | Exprimés             | Exprimés       | 2 637        | 95,75        |

*sortant

### Canton de Saint-Julien-l'Ars
| Candidats      | Candidats                  | Étiquette      | Premier tour | Premier tour | Second tour | Second tour |
| Candidats      | Candidats                  | Étiquette      | Voix         | %            | Voix        | %           |
| -------------- | -------------------------- | -------------- | ------------ | ------------ | ----------- | ----------- |
|                | Michel Burlot*             | PS             | 2 365        | 36,48        | 3 957       | 60,05       |
|                | Nicole Merle               | DVD            | 1 830        | 28,23        | 2 632       | 39,95       |
|                | Brigitte de Larochelambert | DVD            | 588          | 9,07         |             |             |
|                | Vanessa Perrot             | Verts          | 557          | 8,59         |             |             |
|                | Hubert Adeline             | FN             | 390          | 6,02         |             |             |
|                | Noël Amillet               | PCF            | 336          | 5,18         |             |             |
|                | Christine Lourdaux         | EXG            | 197          | 3,04         |             |             |
|                | Bernard Ramat              | PRG            | 142          | 2,19         |             |             |
|                | Henri Feral                | EXG            | 78           | 1,20         |             |             |
|                |                            |                |              |              |             |             |
| Inscrits       | Inscrits                   | Inscrits       | 9 203        | 100,00       | 9 202       | 100,00      |
| Abstention     | Abstention                 | Abstention     | 2 420        | 26,3         | 2 269       | 24,66       |
| Votants        | Votants                    | Votants        | 6 783        | 73,7         | 6 933       | 75,34       |
| Blancs et nuls | Blancs et nuls             | Blancs et nuls | 300          | 4,42         | 344         | 4,96        |
| Exprimés       | Exprimés                   | Exprimés       | 6 483        | 95,58        | 6 589       | 95,04       |

*sortant

### Canton de La Trimouille
| Candidats      | Candidats            | Étiquette      | Premier tour | Premier tour | Second tour | Second tour |
| Candidats      | Candidats            | Étiquette      | Voix         | %            | Voix        | %           |
| -------------- | -------------------- | -------------- | ------------ | ------------ | ----------- | ----------- |
|                | Georges Keraudren*   | UMP            | 736          | 41,68        | 890         | 47,34       |
|                | Hervé Vallet         | DVD            | 711          | 40,26        | 990         | 52,66       |
|                | Jean-Pierre Delsalle | PS             | 182          | 10,31        |             |             |
|                | André Pierre         | FN             | 76           | 4,30         |             |             |
|                | Daniel Becque        | PCF            | 61           | 3,45         |             |             |
|                |                      |                |              |              |             |             |
| Inscrits       | Inscrits             | Inscrits       | 2 597        | 100,00       | 2 597       | 100,00      |
| Abstention     | Abstention           | Abstention     | 758          | 29,19        | 591         | 22,76       |
| Votants        | Votants              | Votants        | 1 839        | 70,81        | 2 006       | 77,24       |
| Blancs et nuls | Blancs et nuls       | Blancs et nuls | 73           | 3,97         | 126         | 6,28        |
| Exprimés       | Exprimés             | Exprimés       | 1 766        | 96,03        | 1 880       | 93,72       |

*sortant

### Canton des Trois-Moutiers
| Candidats      | Candidats          | Étiquette      | Premier tour | Premier tour |
| Candidats      | Candidats          | Étiquette      | Voix         | %            |
| -------------- | ------------------ | -------------- | ------------ | ------------ |
|                | Dominique Réant*   | DVD            | 1 379        | 59,11        |
|                | Daniel Boissonnot  | DVG            | 401          | 17,19        |
|                | Richard Berthelemy | FN             | 273          | 11,70        |
|                | Thierry Perreau    | Verts          | 193          | 8,27         |
|                | Gérard Hoyez       | PCF            | 87           | 3,73         |
|                |                    |                |              |              |
| Inscrits       | Inscrits           | Inscrits       | 3 841        | 100,00       |
| Abstention     | Abstention         | Abstention     | 1 388        | 36,14        |
| Votants        | Votants            | Votants        | 2 453        | 63,86        |
| Blancs et nuls | Blancs et nuls     | Blancs et nuls | 120          | 4,89         |
| Exprimés       | Exprimés           | Exprimés       | 2 333        | 95,11        |

*sortant

### Canton de Vouillé
| Candidats      | Candidats                  | Étiquette      | Premier tour | Premier tour |
| Candidats      | Candidats                  | Étiquette      | Voix         | %            |
| -------------- | -------------------------- | -------------- | ------------ | ------------ |
|                | Claude Bertaud*            | UMP            | 3 785        | 52,80        |
|                | Philippe Gregoire          | PS             | 1 863        | 25,99        |
|                | Claude Jean-François Royer | FN             | 559          | 7,80         |
|                | Mario San Martin Lamas     | Verts          | 504          | 7,03         |
|                | Wilfried Nadal             | PCF            | 280          | 3,91         |
|                | Ali Al Jawaheri            | EXG            | 177          | 2,47         |
|                |                            |                |              |              |
| Inscrits       | Inscrits                   | Inscrits       | 10 593       | 100,00       |
| Abstention     | Abstention                 | Abstention     | 3 122        | 29,47        |
| Votants        | Votants                    | Votants        | 7 471        | 70,53        |
| Blancs et nuls | Blancs et nuls             | Blancs et nuls | 303          | 4,06         |
| Exprimés       | Exprimés                   | Exprimés       | 7 168        | 95,94        |

*sortant